# Erwin Tito Ortega
Erwin Tito Ortega es un médico y político peruano. Fue congresista de la república durante el periodo parlamentario 2020-2021.

## Biografía
Nació en Concepción el 10 de agosto de 1961. Curso sus estudios en la ciudad de Huancayo y luego viajó a Lima para llevar sus estudios de medicina humana en la Universidad Nacional Federico Villarreal. En 1996 obtuvo el título de médico y desde entonces labora en el Hospital El Carmen en la ciudad de Huancayo.

## Vida política
Fue miembro del Partido Aprista Peruano del que renunció en el año 2014. 

### Congresista
En las elecciones congresales extraordinarias del 2020 fue candidato a congresista por el departamento de Junín por el partido Fuerza Popular  obteniendo la representación.
Tito se mostró a favor de la vacancia del presidente Martín Vizcarra durante los dos procesos que se dieron para ello, el segundo de los cuales terminó sacando al expresidente del poder. El congresista apoyó la moción siendo uno de los 105 parlamentarios que votó a favor de la vacancia del presidente Martín Vizcarra.